# Radio Waves
„Radio Waves“ je třetí singl britského baskytaristy a zpěváka Rogera Waterse, který je známý především jako člen skupiny Pink Floyd. Singl vyšel v květnu 1987 (viz 1987 v hudbě).
Rocková opera Radio K.A.O.S., ze které singl „Radio Waves“ pochází, nebyla celá vydána na LP desce. Waters napsal i některé další písně, které se na Radio K.A.O.S. nevešly (neboť opustil myšlenku dvojalba) a které dále rozvíjejí příběh na této desce. Tyto písně vyšly jako B strany singlů k albu Radio K.A.O.S.. Na B straně singlu „Radio Waves“, což je i první píseň alba, se tak objevila skladba „Going to Live in L.A.“.
Singl „Radio Waves“ vyšel ve dvou verzích. Standardní sedmipalcové SP obsahuje mírně upravenou skladbu „Radio Waves“ a na B straně „Going to Live in L.A.“. EP a CD mají toto pořadí přehozené a jako zcela první skladba se nachází prodloužená verze písně „Radio Waves“.

## Seznam skladeb

### 7" verze
1. „Radio Waves (Edit)“ (Waters) – 3:43
2. „Going to Live in L.A.“ (Waters) – 5:51

### 12" a CD verze
1. „Radio Waves (Remix)“ (Waters) – 6:59
2. „Going to Live in L.A.“ (Waters) – 5:51
3. „Radio Waves (Edit)“ (Waters) – 3:43